# Huandoy
Huandoy is een 6.395 meter hoge berg in Peru, die deel uitmaakt van de bergketen Cordillera Blanca in de Andes. De berg is bekend bij alpinisten.